# Georg Raphael Donner

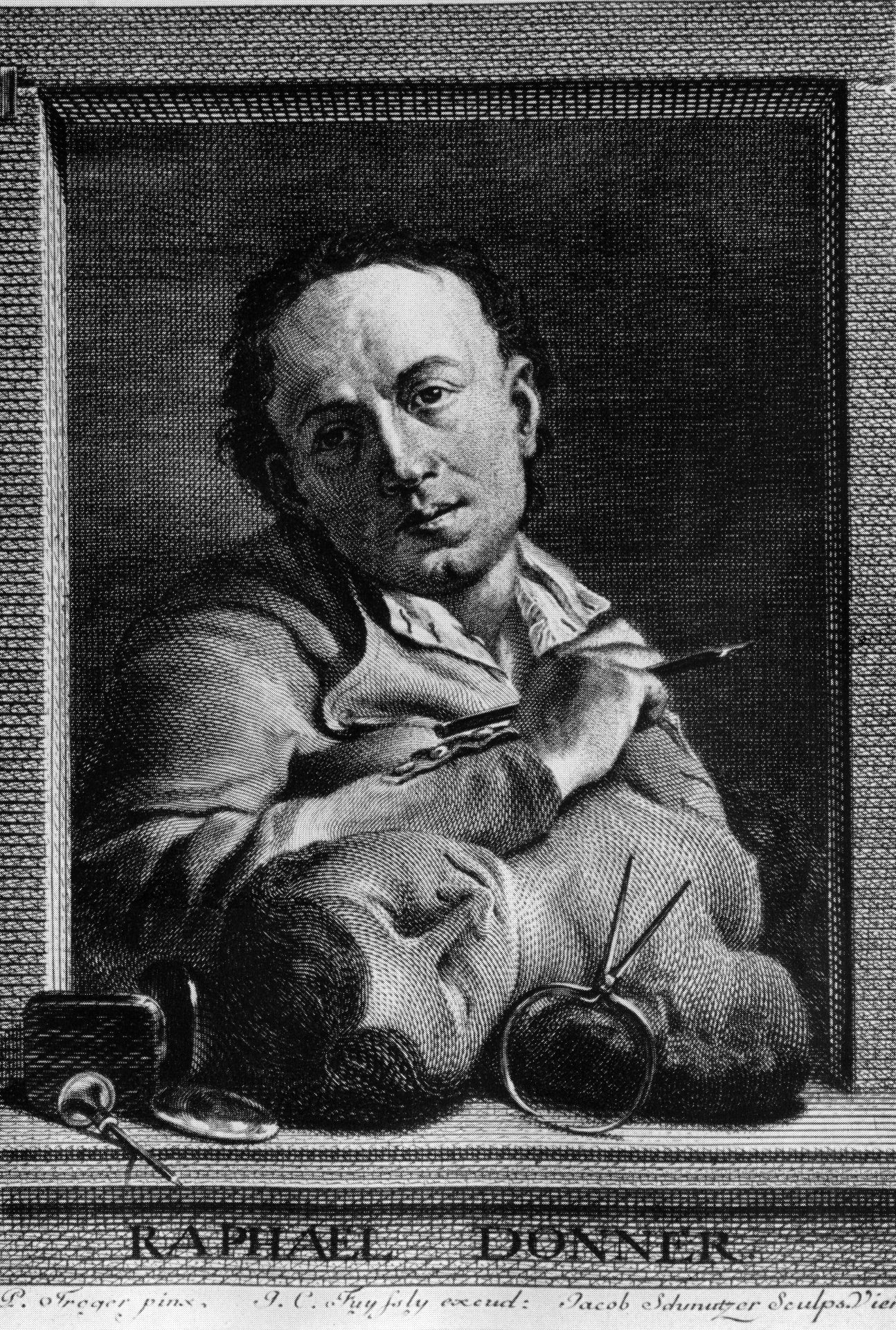
Georg Raphael Donner; Kupferstich von Jakob Schmutzer nach einem Gemälde von Paul Troger

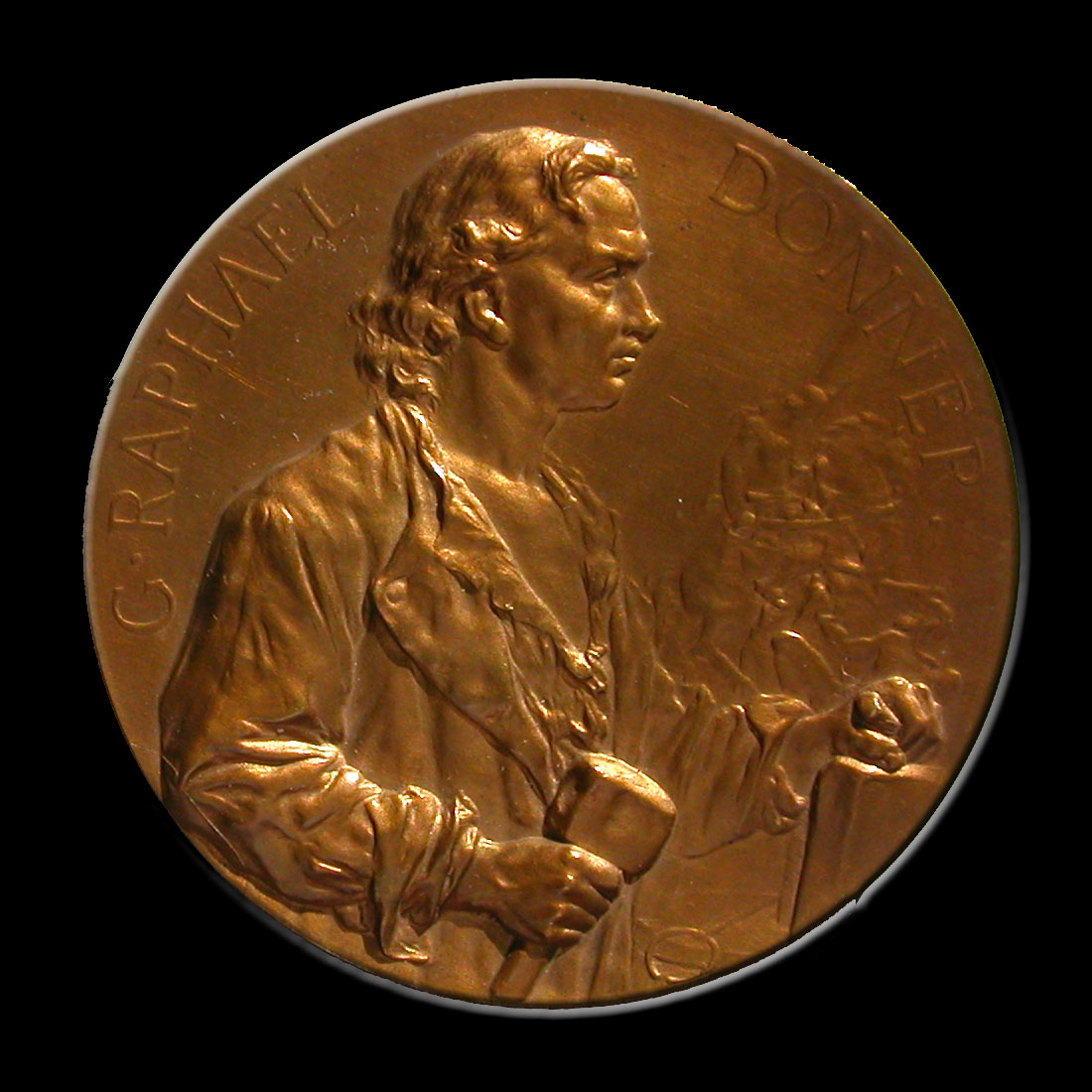
Georg Raphael Donner; Medailleur: Stefan Schwartz

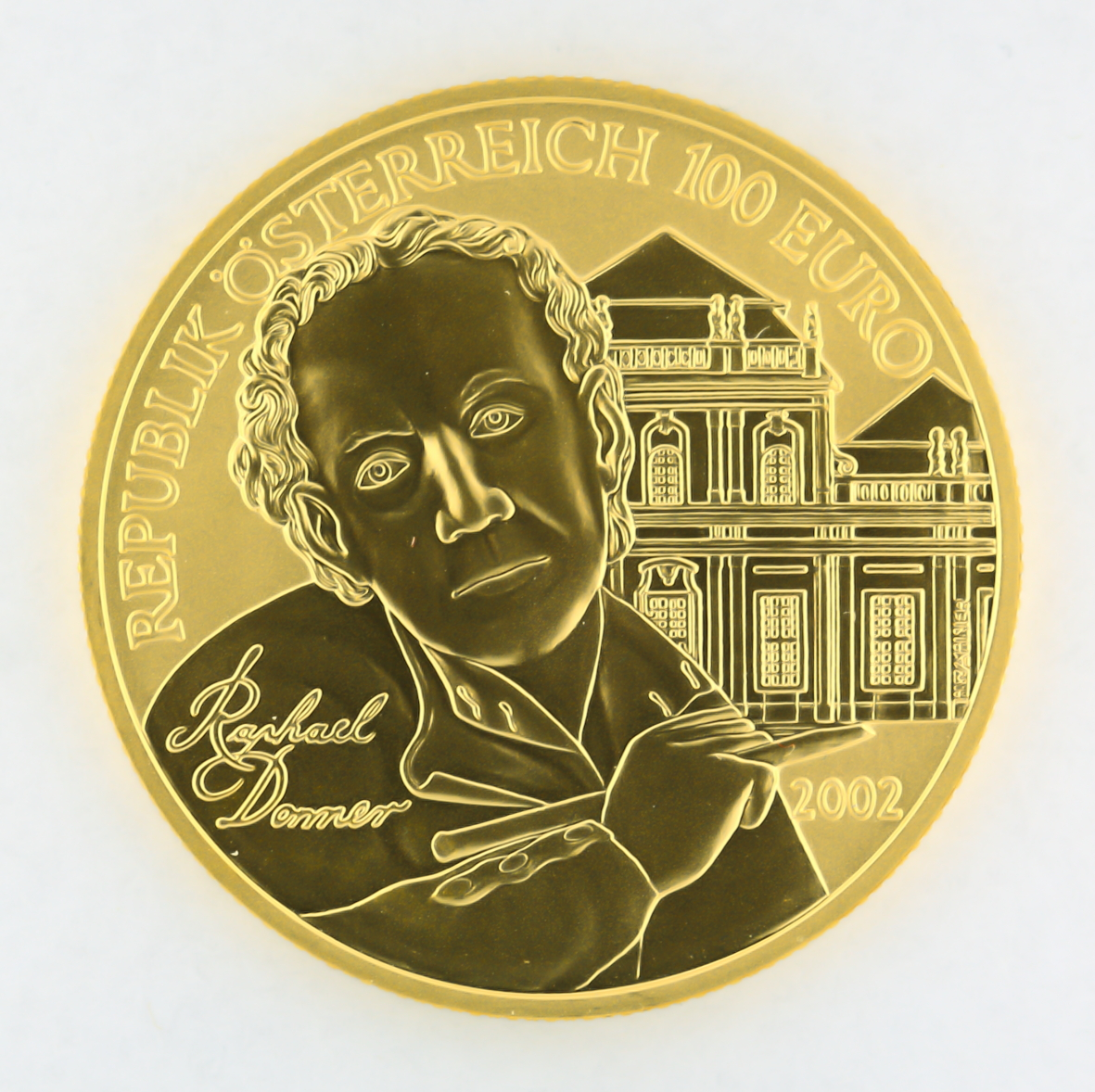
100-Euro-Goldmünze (2002); Medailleure: Herbert Wähner und Thomas Pesendorfer

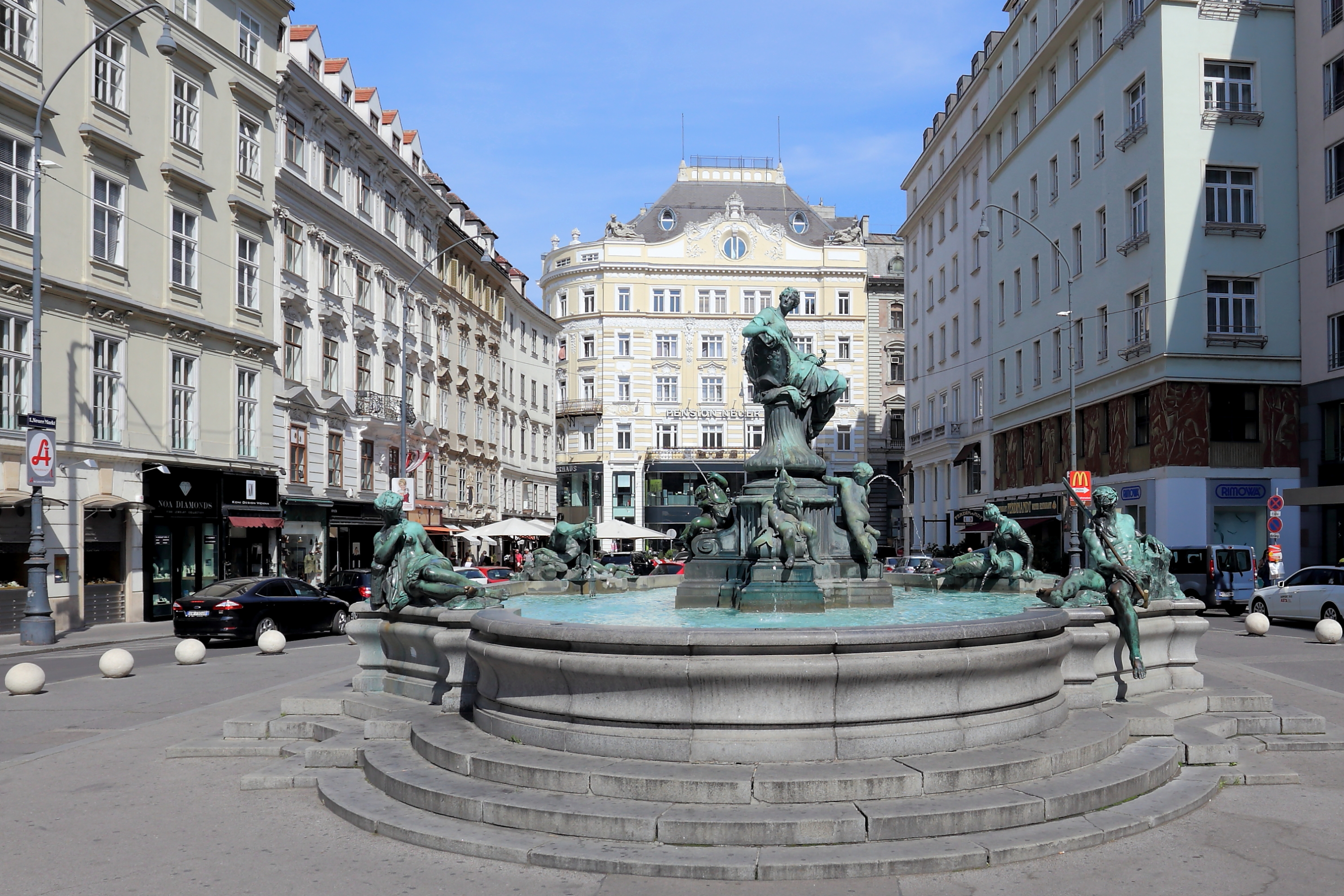
Donnerbrunnen in Wien; eines seiner bekanntesten Werke (1737–1739)

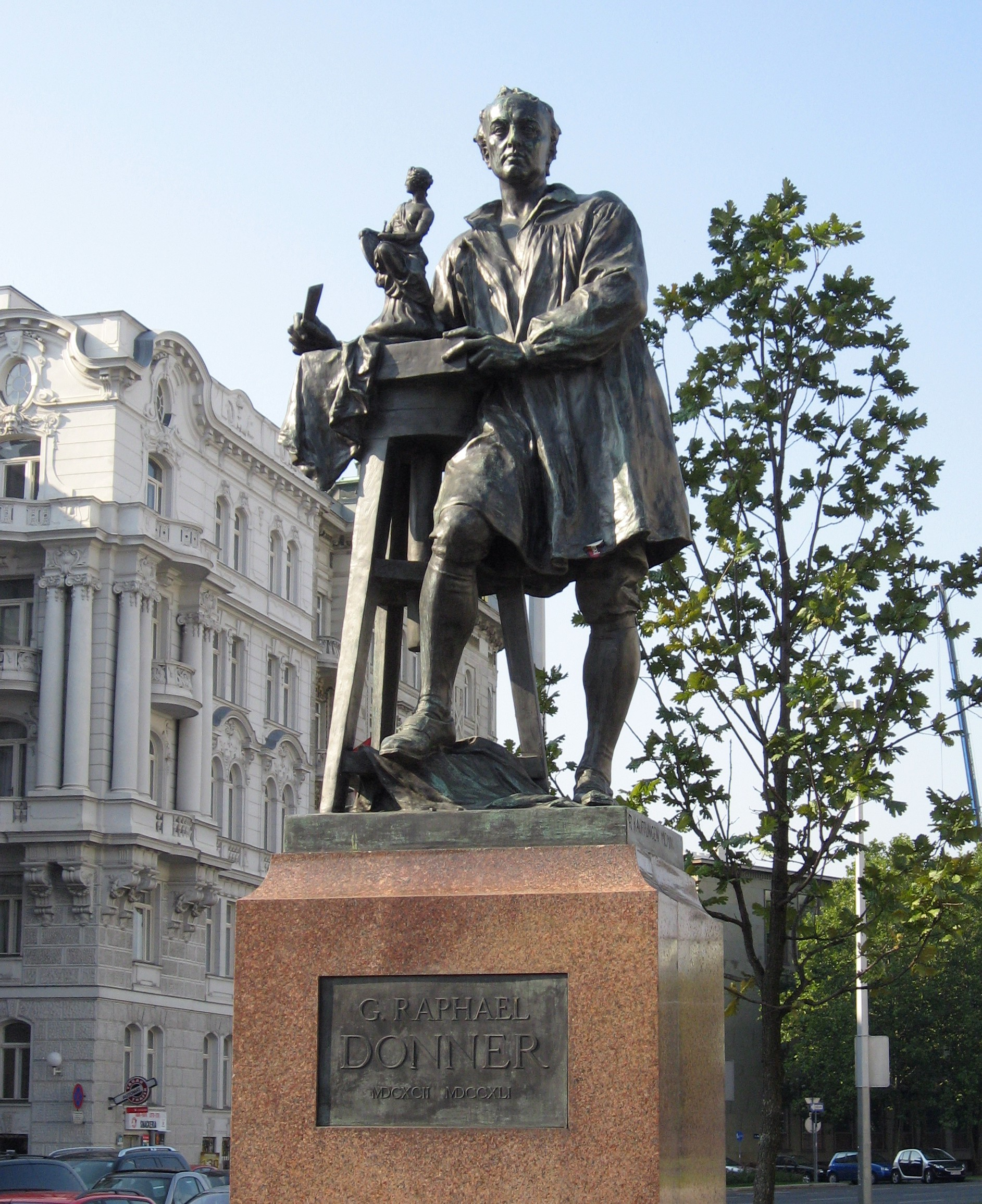
Denkmal am Schwarzenbergplatz, Donner mit einem Modell für den Providentiabrunnen

Georg Raphael Donner (* 24. Mai 1693 in Essling (heute Wien); † 15. Februar 1741 in Wien) war ein österreichischer Bildhauer und Medailleur. Er gilt neben Balthasar Permoser als der bedeutendste mitteleuropäische Bildhauer seiner Zeit. Den zweiten Vornamen Raphael legte sich Donner in Bewunderung für den italienischen Maler Raffael und die römische Antike zu (daher auch die Schreibweise Raffael Donner).

## Leben und Wirken
Aus einer Zimmermannsfamilie stammend, wurde Donner ursprünglich zum Goldschmied ausgebildet. Um 1707 trat er eine Bildhauerlehre bei Giovanni Giuliani an, der ihm den Zugang zur Sammlung der Fürsten von Liechtenstein ermöglichte, die einen entscheidenden künstlerischen Einfluss darstellte. Für Zeitgenossen erstaunlich war die Tatsache, dass er seine Meisterschaft ohne Studienreise nach Italien erlangen konnte. Gesichert ist ein Aufenthalt in München um 1710. Es wird angenommen, dass er sich damals die Technik des Bleigusses aneignete.
Ein Merkur mit Amor aus Blei entstand 1725/26. Dieser ist im Stiftsmuseum Klosterneuburg zu sehen. Vorbild für diese Arbeit könnte der Merkur von François Duquesnoy sein, der in der fürstlichen Liechtenstein-Sammlung aufbewahrt ist. Diese Figur verlor im Inventar von 1658 ihre Merkuridentität, ob dies zur Zeit der Vorbildwirkung ebenfalls der Fall war, ist unklar. Das Vorbild zeigt mehrere gleichberechtigte Ansichtsseiten, während der Merkur mit Amor von Donner nur eine Ansichtsseite aufweist. Ein weiteres mögliches Vorbild ist der Merkur-Brunnen von Adriaen de Vries in Dresden, den er bei seinem Besuch bei Balthasar Permoser gesehen haben kann. Weiters möglich ist auch die Kenntnis dieses Brunnens durch einen Stich von Wolfgang Kilian.
Nach den Arbeiten an der Marmorstiege im Schloss Mirabell in Salzburg erregt er erstmals 1729 für seine Arbeiten an den Altären der Elomosynariuskapelle im Martinsdom in Pressburg überregionale Aufmerksamkeit. Seine antikisierende („klassizistische“) Tendenz tritt hier erstmals in den Vordergrund. In Pressburg, am Hochaltar des Martinsdomes, steht auch seine Reiterstatue des Heiligen Martin von circa 1735. Alle diese Aufträge gehen vor allem auf den Fürstprimas von Ungarn, Graf Imre Esterházy zurück.
Um 1734 entsteht seine Apotheose Kaiser Karls VI., die im Belvedere in Wien aufgestellt ist. Der Kaiser wird als römischer Imperator dargestellt, der von Fama (der allegorischen Gestalt des Ruhmes) mit einer gewundenen Schlange (Symbol der Ewigkeit) gekrönt wird. Im Gegensatz zur Apotheose des Prinzen Eugen von Permoser im übernächsten Raum herrscht hier Klarheit und Ausgewogenheit zwischen Bewegung und Ruhe, auch hier Forderungen des Klassizismus vorwegnehmend.
Nach 1737 entsteht sein wohl bekanntestes Werk, der Providentiabrunnen (im Volksmund Donnerbrunnen), der auf dem Mehlmarkt (heute Neuer Markt) in Wien steht. Es ist erstaunlicherweise ein Auftragswerk der Stadtverwaltung, die vorher und lange nachher kaum als Mäzen in Erscheinung tritt. Um die allegorische Figur der Providentia (der Voraussicht, d. h. der klugen Regierung) herum sind neben Putten und Fischen sehr lebendig gestaltete Personifikationen österreichischer Flüsse in halbliegender Position gestaltet. Enns und Traun sind als Männer, March und Ybbs als Frauen dargestellt. Diese Darstellung von Flusspersonifikationen war bis ins frühe 19. Jahrhundert beispielgebend, etwa für den Austriabrunnen auf der Freyung oder an der Albertinarampe. Heute ist der Brunnen vor allem unter dem Namen Donnerbrunnen bekannt.
Ein weiterer Brunnen in Wien ist der Andromedabrunnen im Hof des Alten Rathauses, die Befreiung Andromedas wird als Allegorie auf die Befreiung von den Türken gedeutet.
Seine letzte große Arbeit ist eine Pietà im Dom zu Gurk.
Bis mindestens zum Ende des 18. Jahrhunderts bleibt Donners Bildhauerkunst als Formenideal in Wien aufrecht, über seinen Bruder Matthäus, einen Akademielehrer, wird es an die nächste Generation, etwa Balthasar Ferdinand Moll, Johann Georg Dorfmeister, Franz Kohl oder Jakob Christoph Schletterer, weitergereicht.
Georg Raphael Donner wurde auf dem Landstraßer St.-Nikolai-Friedhof (dem heutigen Rochusmarkt) beerdigt. Nach dessen Auflassung 1784 wurden die sterblichen Überreste der hier Beerdigten (so auch jene Donners) exhumiert und auf den Sankt Marxer Friedhof überführt.

## Denkmäler, Benennungen und künstlerische Gestaltungen
Im Jahr 1862 wurde in der Wiener Inneren Stadt (1. Bezirk) die Donnergasse nach ihm benannt. Darüber hinaus wurde in seinem Geburtsort, dem heutigen Wiener Bezirksteil Essling, die Raphael-Donner-Allee nach ihm benannt.
Das von Richard Kauffungen geschaffene und 1906 am Schwarzenbergplatz enthüllte Denkmal zeigt Donner mit einem Modell der Providentia-Figur für den Brunnen am Neuen Markt.
Eine Bronzebüste, die Donner darstellt, befindet sich vor dem Martinsdom in Bratislava.
2002 erschien die erste 100-Euro-Gedenkmünze Österreichs zu Ehren Georg Raphael Donners.
Der österreichische Schriftsteller Franz Karl Ginzkey schrieb die Novelle Der selige Brunnen über das Leben des Künstlers und die Vorgeschichte, die zur Schaffung des Providentiabrunnens führte (1940). Die stille Größe (1954) ist ein biographischer Roman über Donner von Elisabeth Soffé.